# ナンセンス変異依存mRNA分解機構
ナンセンス変異依存mRNA分解機構（ナンセンスへんいいぞんエムアールエヌエーぶんかいきこう、英：Nonsense-mediated mRNA decay、以下NMD）は、すべての真核生物に存在するmRNAの品質監視機構である。その主要な機能は、何らかの原因（例：インデル）により本来よりDNA上の上流に出現した終止コドンを含むmRNAを分解・除去することにより、最終産物である異常なタンパク質の量を未然に減少させることである。このような異常なmRNAがタンパク質まで翻訳された場合、最終的に合成されたタンパク質が生命体にとって有害な機能獲得性変異を生じたり、ドミナントネガティブ作用を引き起こしたりする。
NMDという現象は1979年に初めて、ヒトの細胞と酵母菌における現象としてほぼ同時に記述されている。これは、この機構が系統発生学的に種をまたいで、また時間的にも広く保存されており、生命体にとって生物学的に重要な役割を持つことを示している。
NMDは、細胞においてナンセンス突然変異を持つアレルから転写されたmRNAの量が予想に反して少ないことがしばしばある、という現象が観察されたことから発見された。ナンセンス突然変異は、塩基対の置換や挿入/欠失（インデル）により本来の終止コドンではない場所に終止コドンをコードするような変異である。本来アミノ酸をコードしていたコドンが終止コドンに置換されることでmRNAの翻訳領域は本来より短くなり、最終産物であるタンパク質も短くなる。タンパク質のどの程度が失われるかで、その変異タンパク質がまだ機能できるかどうかが決定される。この現象は異常なタンパク質の翻訳を抑制するだけでなく、ある特定の遺伝子変異の臨床像に対する影響を決定づける可能性がある。

## 経路
NMDに関係するタンパク質の多くは異種間で保存されていないが、酵母菌では3つの主要な因子、UPF1、UPF2、UPF3（ヒトではUPF3AとUPF3B）が存在する。これらの因子は生物種間、また時間的によく保存されているNMDの経路の中核を形成する。これら3つの因子はすべてアップフレームシフト（UPF）と呼ばれるトランス要素である。哺乳類では、UPF2とUPF3はエキソンジャンクション複合体の一部であり、スプライシング後にNMDにおいて機能を持つ他のタンパク質（eIF4AIII、MLN51、Y14/MAGOHヘテロダイマー）とともにmRNAと結合する。UPF1のリン酸化反応はSMG-1、SMG-5、SMG-6、SMG-7といったタンパク質により制御されている。
異常な転写産物を検出するプロセスは、mRNAを翻訳する間に存在する。哺乳類における、異常転写産物検出の一つの有力なモデルは、翻訳の第一段階において、リボソームがスプライシング後mRNAに結合したエキソンジャンクション複合体を除去し、NMDが活性化されるというものである。終止コドンよりも下流に存在するエキソンジャンクション複合体は、リボソームがそこに到達するまでにmRNAから離れるため除去されない。
翻訳の終了は、mRNA上にUPF1、SMG1、解放因子、eRF1、eRF3から成る複合体の形成を誘導する。もし、mRNAが変異により本来より上流に終止コドンを持っているためにエキソンジャンクション複合体がmRNA上に残っていれば、UPF1がUPF2、UPF3と連携してUPF1のリン酸化反応を引き起こす。脊椎動物では通常、終止コドンに関わる最後のエキソンジャンクション複合体の場所が、その転写産物がNMDの対象となるか否かを決定している。
もし終止コドンが最後のエキソンジャンクション複合体より約50塩基対以内の下流に存在すればその転写産物は通常通り翻訳される。対して、終止コドンがいずれかのエキソンジャンクション複合体より約50塩基対以上上流に存在すれば、その転写産物はNMDによって処理され、発現を減少させられる。リン酸化されたUPF1はSMG-5、SMG-6、SMG-7と連携してUPF-1自身の脱リン酸化反応を誘導する。SMG-7は細胞質におけるmRNA分解の場であるP-bodyに蓄積され、NMDにおいてその反応を終了させる働きを持つと考えられている。ヒトの細胞と酵母菌の双方において、NMDの主要な経路は、エキソリボヌクレアーゼであるXRN1によって5'キャップが分解・除去されることで開始される。また、mRNAが分解される他の経路として、3'端から5'端への脱アデニル化がある。
異常な転写産物を除去する、というNMDのよく知られた機能にはさらに、NMDには3'非翻訳領域内にイントロンを含んだmRNAを除去するというものがある。これらのことから、NMDのターゲット（たとえば活動性の抑制された、Arcとして知られる細胞骨格関連蛋白）が未だに、NMDが生理的機能に関係しているということを示唆するような、極めて重要な生物学的機能を持つ可能性があるということが予想されている。

## 応用研究
このNMDの経路は、遺伝子の発現量という結果に現れる遺伝子の翻訳過程に対して有意な影響を持つ。この現象は遺伝学においてはまだ新しい領域であるが、すでに研究においては研究者が遺伝子の発現調節についての説明を明らかにする上で役立っている。NMDについての研究により、ある種の遺伝性疾患の発症及び、哺乳類の遺伝子の量的補償について明らかにすることが可能となった。

### 遺伝性疾患
プロオピオメラノコルチン遺伝子（POMC）は視床下部及び下垂体に発現している。これは多数の生物活性を持つペプチドやホルモンを産生し、組織特異的な翻訳後プロセッシングを受けて副腎皮質刺激ホルモン（ACTH）、βエンドルフィン、メラノサイト刺激ホルモン（MSH）などを産生する。これらのペプチドはそれぞれ異なるメラノコルチン受容体（MCR）と反応し、体重の調整（MC3R、MC4R）、副腎皮質ステロイドの発現（MC2R）、体毛の色素形成（MC1R）といった幅広いプロセスに関与する。
2012年、British Associations of Dermatologistsに以下のような研究結果が掲載された。北アフリカで見られる赤毛の表現型を持つ肥満児では、POMCに生じた新規のヌル突然変異が欠如している。体毛色素の化学分析により、これはNMDが作用して変異型のPOMC遺伝子を抑制しているためであることが明らかとなった。変異型のPOMC遺伝子を非活性化することで、肥満や急性副腎不全、赤毛が生じることがわかっており、これはヒトとマウスの両方で見られる。この試験では、イタリア・ローマの3歳の男児について記述されている。彼はアジソン病を罹患しており、早期に肥満を発症しているため、注目の対象であった。その男児のDNAを採取、PCR法にて増幅した上でシークエンス解析を行なったところ、1つのコドンがホモ接合性に終止コドンに置換されていることが明らかになった。この置換により異常なタンパク質が合成され、その変異箇所に対応するアミノ酸配列を解析することで、ホモ接合性ヌクレオチドの正確な位置を特定できる。その置換はエキソン3に位置しており、68番目のコドンにナンセンス突然変異が生じている。この試験で得られた結果は、早期発症の肥満およびホルモン不全を発症している非ヨーロッパ系の患者で赤毛の表現型が見られないことは、POMC遺伝子の突然変異の発生を否定するものではないということを強く表している。患者のDNAをシークエンス解析することで、この新規の突然変異に対してはNMDが機能しないため、種々の症候を引き起こすことが明らかにされた。

### 遺伝子量補償
NMDが哺乳類のX染色体における遺伝子量補償機構にも寄与するという根拠が存在する。ヒトやキイロショウジョウバエといった二形性染色体をもつ高等真核生物では、雌性が2本のX染色体を持つのに対し、雄性は1つのX染色体を持つ。これらの生物では雌雄間で性染色体の数に違いがあり、二性間に生じる「X染色体/常染色体比」に対する量的補償機構を持っている。このような生物ゲノム全体に対しての調査により、X染色体関連遺伝子よりも常染色体遺伝子のほうがNMDの対象になりやすいということが明らかになっている。これはNMDがX染色体由来の遺伝子に対しては抑制されることで実現される。結果、常染色体の遺伝子発現量が10〜15%減少し、X染色体と常染色体の間で遺伝子発現量のバランスが取られている。NMDの経路はより量の多い遺伝子、あるいはX染色体関連遺伝子よりも常染色体遺伝子の発現量を減少させる傾向がある。結論として、種々の研究データは選択的スプライシングとNMDは遺伝子発現量の調整のための普遍的な手段であることを示している。